# Konferencja pokojowa Ukrainy i Rosji (1918)
Konferencja pokojowa Państwa Ukraińskiego i Rosji Radzieckiej w Kijowie w 1918 r., prowadzona w związku z zobowiązaniem bolszewickiej Rosji do zawarcia pokoju z Ukraińską Republiką Ludową, określonym w art. VI traktatu pokojowego, jaki 3 marca 1918 r. Rosja zawarła z państwami centralnymi.
Trwające od maja do października 1918 r. rokowania nie doprowadziły do zawarcia pokoju oraz wyznaczenia granic pomiędzy układającymi się państwami, czy też do zapewnienia opieki na obywatelami ukraińskimi na terenie Rosji. Jedynym osiągnięciem strony ukraińskiej było zawarcie 12 czerwca 1918 r. traktatu preliminaryjnego, po czym prace konferencji ustały.
Okupujące Ukrainę Niemcy nie zamierzały wdawać się w konflikt z Rosją, w celu rozwiązania ukraińsko-rosyjskich kwestii spornych. Klęska Niemiec na froncie zachodnim w drugiej połowie 1918 r. oraz ewakuacja wojsk niemieckich z Ukrainy, rozwiązała Rosji ręce i spowodowała wznowienie w grudniu 1918 r. wojny z Ukrainą.